# Haagbeuk-verbond
Het haagbeuk-verbond (Carpinion betuli) is een verbond uit de orde van eiken- en beukenbossen op voedselrijke grond (Querco-Fagetea). Het verbond omvat loofbosgemeenschappen die voorkomen op betrekkelijk voedselrijke, niet te natte bodems, en die gekenmerkt wordt door een zeer rijke structuur en biodiversiteit.

## Naamgeving en codering
| Carpinion Issl. 1931                   |
| Querco-Fagion Rameau 1996              |
| Fraxino-Carpinion Tx. 1937             |
| Carpinion (Tx. 1937) Oberd. 1953       |
| Eu-Carpinion Scamoni & H.Passarge 1959 |

- Engels: Broadleaved woodlands rich in hornbeam on lime-rich and neutral mud soils
- Syntaxoncode voor Nederland (rVvN): r46Ab

De wetenschappelijke naam Carpinion betuli is afgeleid van de botanische naam van een belangrijke soort binnen deze klasse, de haagbeuk (Carpinus betulus).

## Fysiognomie
Het haagbeuk-verbond kent in de Lage Landen een duidelijk gelaagde structuur met naast de boomlaag, met dominantie van loofbomen, een meestal goed ontwikkelde en soortenrijke struik-, kruid- en moslaag.

## Ecologie
Het haagbeuk-verbond omvat hoogopgaande, zeer duidelijk gestructureerde gemengde zomergroene loofbossen op betrekkelijk eutrofe bodems van uiteenlopende bodemtypen. De bodem kent sterke wisselingen in de grondwaterspiegel, maar is een groot deel van het jaar droog.

## Associaties in Nederland en Vlaanderen
Het haagbeuk-verbond wordt in Nederland en Vlaanderen vertegenwoordigd door vijf associaties.
- - kalk-eikenhaagbeukenbos (Orchido-Carpinetum)
  - sleutelbloem-eikenhaagbeukenbos (Primulo elatioris-Carpinetum)
  - eiken-haagbeukenbos (Stellario-Carpinetum)
  - eiken-haagbeukenbos met wilde hyacint (Endymio-Carpinetum)
  - essen-eikenbos met wilde hyacint (Endymio-Fraxinetum)

## Diagnostische taxa voor Nederland en Vlaanderen
Het haagbeuk-verbond heeft voor Nederland en Vlaanderen geen specifieke kentaxa.

## Mycoflora
Een zeldzame schimmel die in bosgemeenschappen van het haagbeuk-verbond voorkomt is haagbeuksnavelkogeltje.

## Fotogalerij

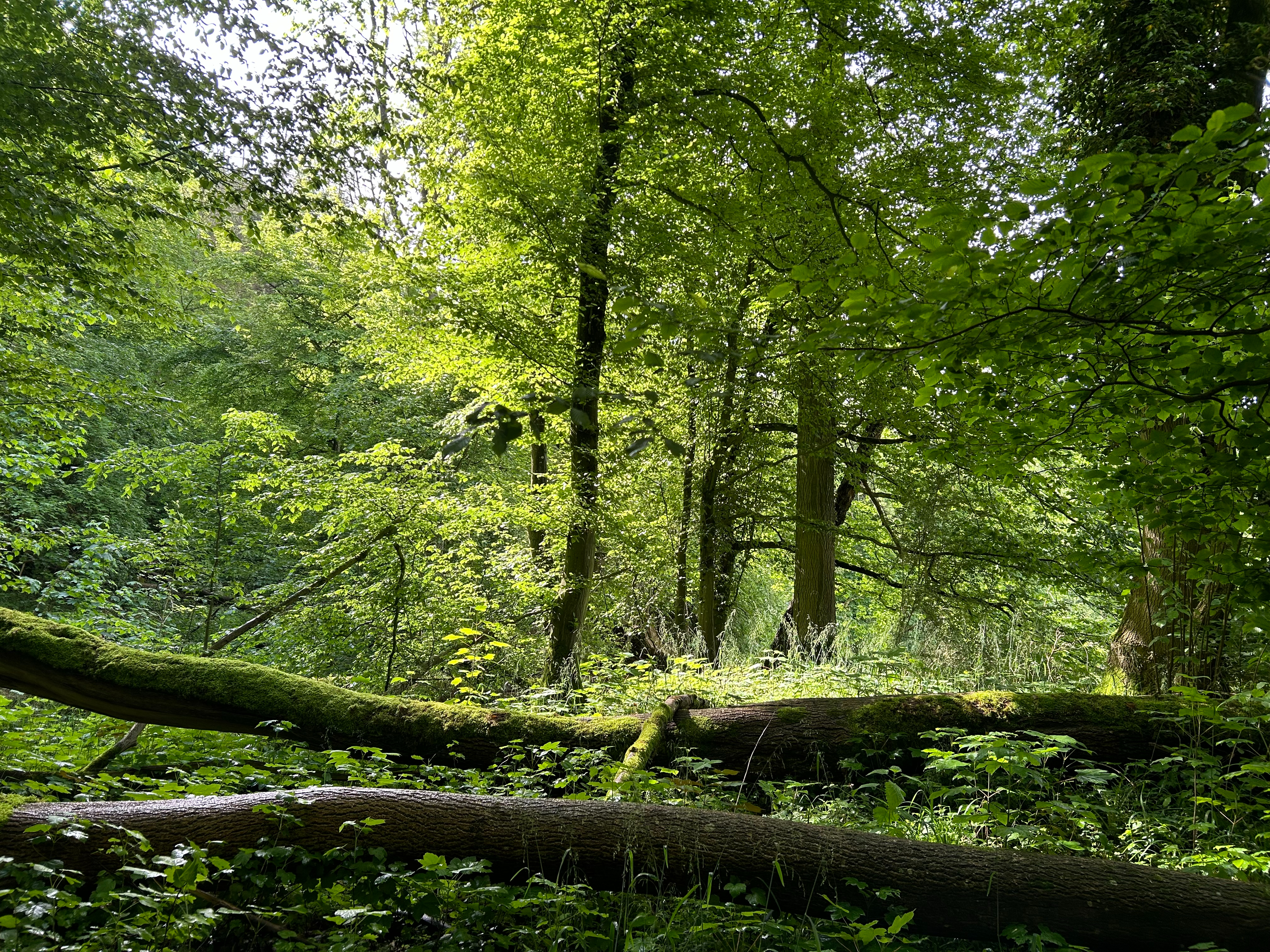
Lenteaspect van het sleutelbloem-eikenhaagbeukenbos
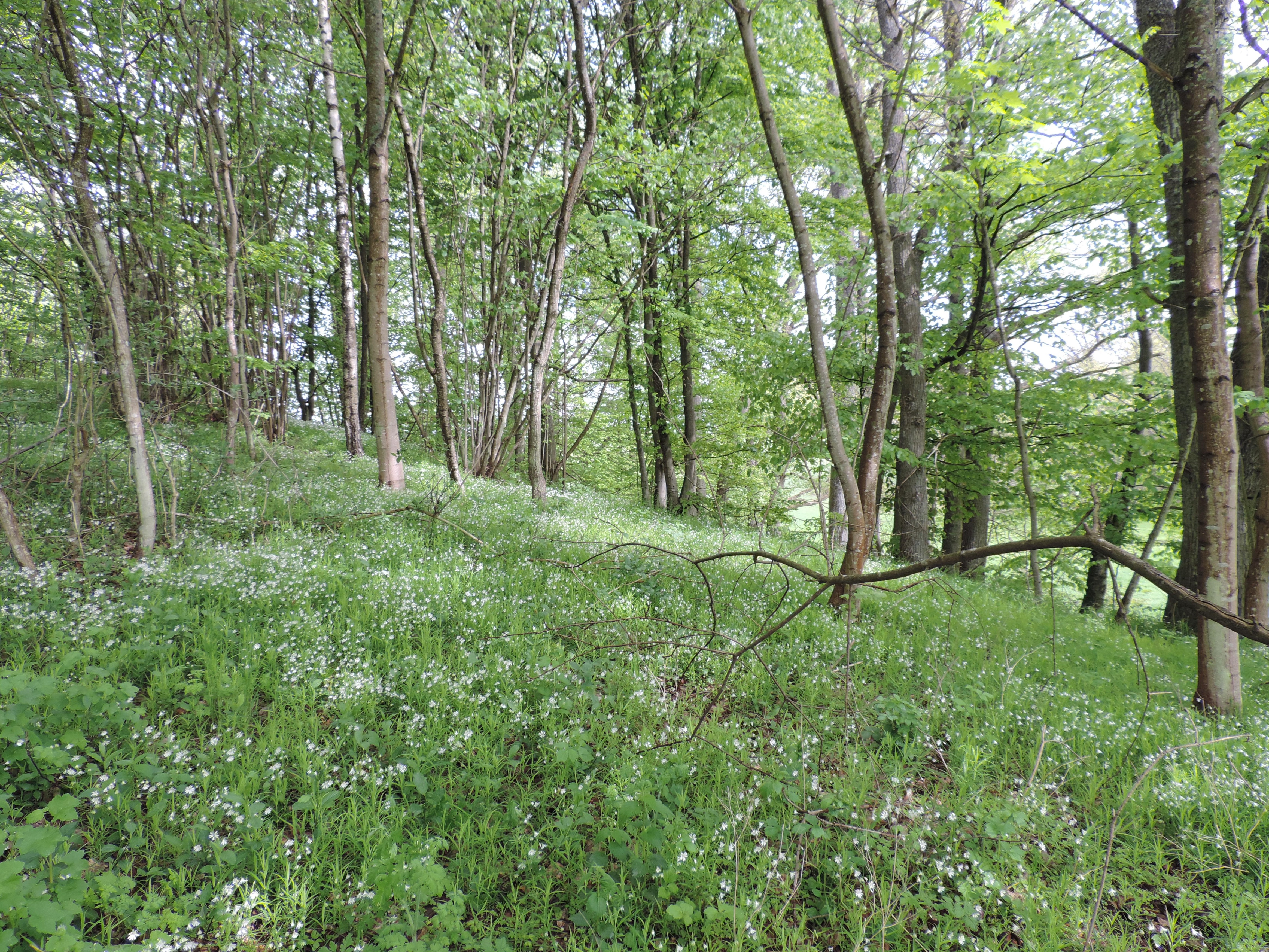
Eiken-haagbeukenbos
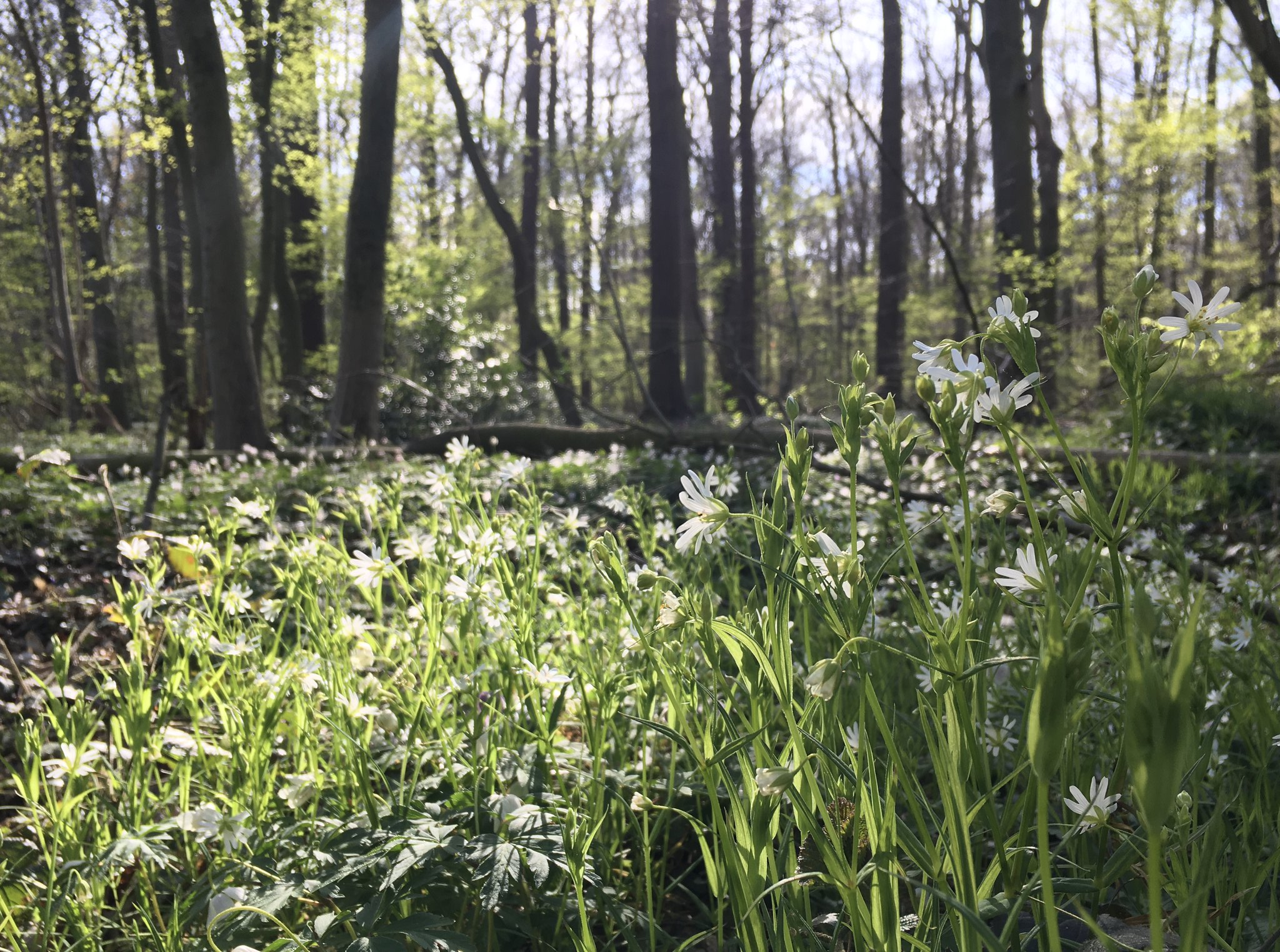
Close-up van de kruidlaag van het eiken-haagbeukenbos
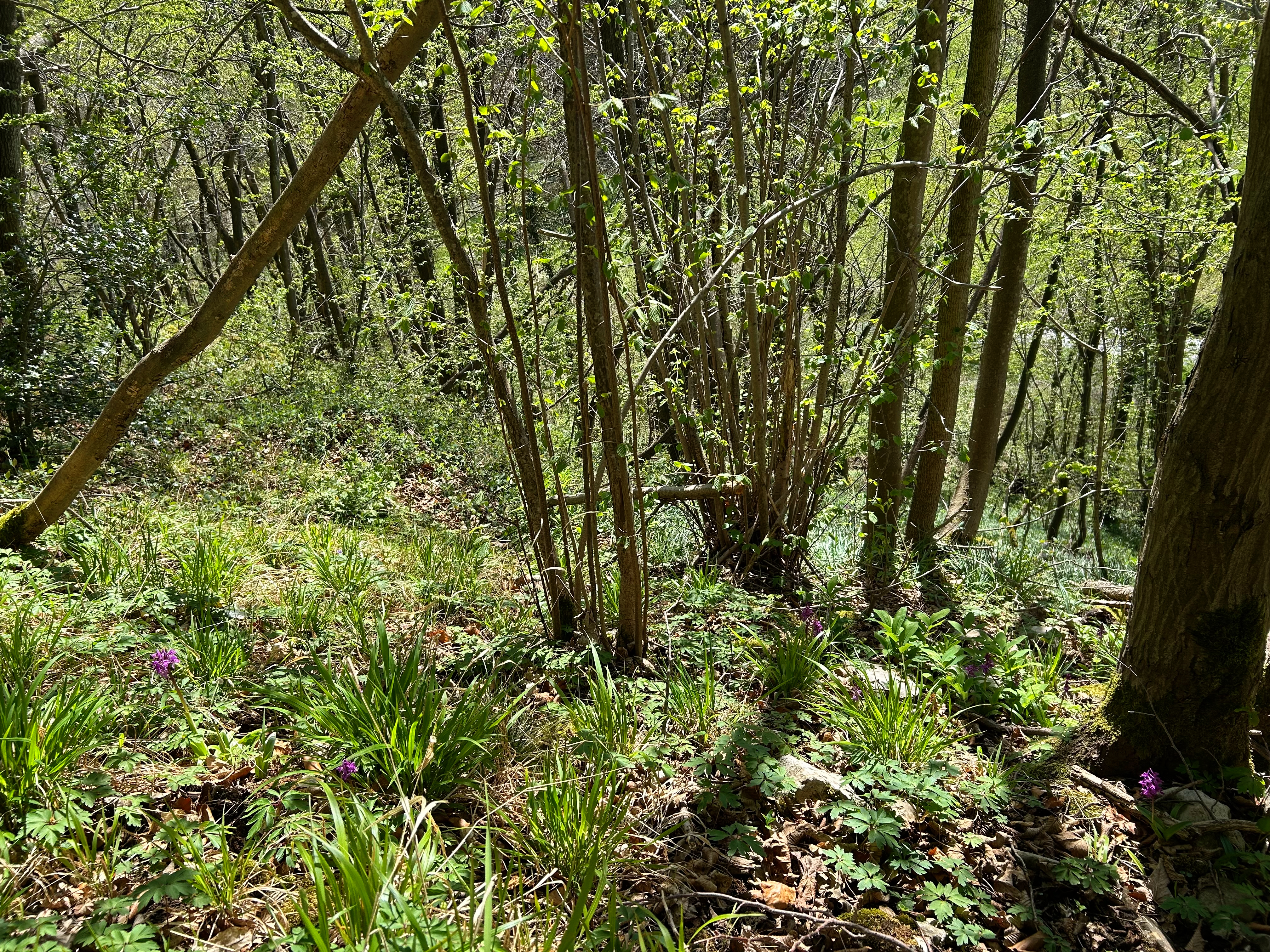
Voorjaarsaspect van het kalk-eikenhaagbeukenbos